# Брумаду
Брумаду (порт. Brumado) — муниципалитет в Бразилии, входит в штат Баия. Составная часть мезорегиона Юго-центральная часть штата Баия. Входит в экономико-статистический микрорегион Брумаду. Население составляет 69 255 человек на 2006 год. Занимает площадь 2 207,612 км². Плотность населения — 30,0 чел./км².
Праздник города — 11 июня.

## История
Город основан в 1877 году.

## Статистика
- Валовой внутренний продукт на 2003 год составляет 306 177 913,00 реалов (данные: Бразильский институт географии и статистики).
- Валовой внутренний продукт на душу населения на 2003 год составляет 4 826,11 реалов (данные: Бразильский институт географии и статистики).
- Индекс развития человеческого потенциала на 2000 год составляет 0,693 (данные: Программа развития ООН).

## География
Климат местности: полупустыня. В соответствии с классификацией Кёппена, климат относится к категории BSa.